# Echinops latifolius
Echinops latifolius là một loài thực vật có hoa trong họ Cúc. Loài này được Tausch mô tả khoa học đầu tiên năm 1828.